# 352.ª Divisão de Infantaria (Alemanha)
A 352ª Divisão de Infantaria (em alemão:352. Infanterie-Division) foi uma unidade militar que serviu no Exército alemão durante a Segunda Guerra Mundial.

## Comandantes
| Comandante                     | Data                                       |
| ------------------------------ | ------------------------------------------ |
| Generalleutnant Dietrich Kraiß | 6 de novembro de 1943 - ? de julho de 1944 |

## Área de operações
| França | novembro de 1943 - julho de 1944 |